# Гассенди (лунный кратер)
Кратер Гассенди (лат. Gassendi) — древний крупный ударный кратер на видимой стороне Луны на северо-западной границе Моря Влажности. Название присвоено в честь французского философа, математика, астронома Пьера Гассенди (1592—1655) и утверждено Международным астрономическим союзом в 1970 г. Образование кратера относится к нектарскому периоду.

## Описание кратера
Кратер Гассенди — один из наиболее интересных объектов для наблюдения на видимой стороне Луны. Ближайшими его соседями являются большой кратер Летронн на севере-северо-востоке, маленький кратер Эригон, кратеры Агатархид и Леви на юго-востоке, кратеры Либих и Мерсенн на юго-западе. На северо-востоке от кратера находятся борозды Эригона, на западе-юго-западе — борозды Мерсенна. На юге от кратера простирается Море Влажности. Селенографические координаты центра кратера — 17°33′ ю. ш. 39°58′ з. д. / 17,55° ю. ш. 39,96° з. д., диаметр — 111 км, глубина — 1,42 км.
Кратер подвергся частичному заполнению лавой при формировании бассейна Моря Влажности, над поверхностью лавы возвышается только сильно разрушенный эрозией полигональный вал кратера и центральные пики высотой около 1370 м над средним уровнем чаши кратера. Северную часть вала кратера перекрывает сателлитный кратер Гассенди А. Высота вала кратера — от 200 м в южной части до 2500 м в западной, объем кратера — около 10000 км³. Дно чаши кратера неровное, с системой борозд (борозды Гассенди) и множеством складок, за исключением юго-восточной части. Северная часть чаши кратера имеет высоту около 600 м над поверхностью моря Влажности. В центре чаши кратера располагается группа центральных пиков; высота одного из них, Гассенди β (координаты 15°32′42″ ю. ш. 39°21′40″ з. д. / 15,545° ю. ш. 39,361° з. д.), определена в 900—940 м. Состав центральных пиков — габбро-норито-троктолитовый анортозит с содержанием плагиоклаза 85-90 % (GNTA1).
В кратере наблюдались кратковременные лунные явления в виде свечения в тени во время затмений, движущиеся явления.
При подготовке полета Аполлона-17 кратер Гассенди рассматривался в качестве альтернативного места посадки лунного модуля, точка посадки была выбрана на юге от западного центрального пика.

## Сечение кратера
На приведенном графике представлено сечение кратера в различных направлениях, масштаб по оси ординат указан в футах, масштаб в метрах указан в верхней правой части иллюстрации.

## Кратковременные лунные явления
В кратере Гассенди наблюдались кратковременные лунные явления в виде свечения в тени во время затмений, движущихся явлений.

## Сателлитные кратеры
| Гассенди | Координаты                                            | Диаметр, км |
| -------- | ----------------------------------------------------- | ----------- |
| A        | 15°33′ ю. ш. 39°48′ з. д. / 15,55° ю. ш. 39,80° з. д. | 32          |
| B        | 14°40′ ю. ш. 40°38′ з. д. / 14,66° ю. ш. 40,64° з. д. | 25          |
| E        | 18°27′ ю. ш. 43°38′ з. д. / 18,45° ю. ш. 43,63° з. д. | 7           |
| F        | 15°02′ ю. ш. 45°01′ з. д. / 15,03° ю. ш. 45,02° з. д. | 8           |
| G        | 16°45′ ю. ш. 44°40′ з. д. / 16,75° ю. ш. 44,67° з. д. | 7           |
| J        | 21°37′ ю. ш. 37°06′ з. д. / 21,62° ю. ш. 37,10° з. д. | 9           |
| K        | 18°47′ ю. ш. 43°44′ з. д. / 18,78° ю. ш. 43,74° з. д. | 6           |
| L        | 20°23′ ю. ш. 41°47′ з. д. / 20,39° ю. ш. 41,79° з. д. | 5           |
| M        | 18°37′ ю. ш. 39°09′ з. д. / 18,61° ю. ш. 39,15° з. д. | 3           |
| N        | 18°04′ ю. ш. 39°19′ з. д. / 18,07° ю. ш. 39,32° з. д. | 4           |
| O        | 21°58′ ю. ш. 35°08′ з. д. / 21,96° ю. ш. 35,13° з. д. | 10          |
| P        | 17°17′ ю. ш. 40°45′ з. д. / 17,29° ю. ш. 40,75° з. д. | 2           |
| R        | 21°56′ ю. ш. 37°51′ з. д. / 21,94° ю. ш. 37,85° з. д. | 4           |
| T        | 19°03′ ю. ш. 35°26′ з. д. / 19,05° ю. ш. 35,44° з. д. | 10          |
| W        | 17°40′ ю. ш. 43°44′ з. д. / 17,66° ю. ш. 43,73° з. д. | 6           |
| Y        | 20°55′ ю. ш. 38°31′ з. д. / 20,91° ю. ш. 38,51° з. д. | 5           |

- На некоторых старых картах сателлитный кратер Гассенди А назывался Кларксон, в честь английского астронома-любителя Роланда Кларксона, однако это название не было утверждено Международным астрономическим союзом. Образование кратера Гассенди А относится к коперниковскому периоду.
- Сателлитный кратер Гассенди L включен в список кратеров с яркой системой лучей Ассоциации лунной и планетарной астрономии (ALPO)[8].